# NGC 4861
NGC 4861 المعروفة أيضا باسم Arp 266، هي مجرة تقع في كوكبة السلوقيان. اكتشفها ويليام هيرشل في 1 مايو 1785.
وقد أثبت تصنيف المورفولوجي لمجرة NGC 4861 بأنه صعب نسبيا. فكتلتها وحجمها وسرعة دورانها تتناسب مع كونها مجرة حلزونية. وبسبب شكلها غير المنتظم للغاية يمكن أيضا أن تصنف على أنها مجرة قزمة غير منتظمة. في الواقع وبما أن المجرات القزمة تكون أقل ضخامة ولها نطاق جاذبية أقل، فأن الغازات وغيرها من مواد تكوين النجوم يمكن أن تتحرك داخلها بشكل أسرع بكثير، مما يتسبب في أن تصبح المجرة من نوع خاص من مجرات الانفجار النجمي تسمى مجرة قزمة مضغوطة زرقاء.

## وصلات خارجية
- NGC 4861 على موقع ويكي سكاي: DSS2, SDSS, GALEX, IRAS, Hydrogen α, X-Ray, Astrophoto, Sky Map, Articles and images